# Martin Sperlich

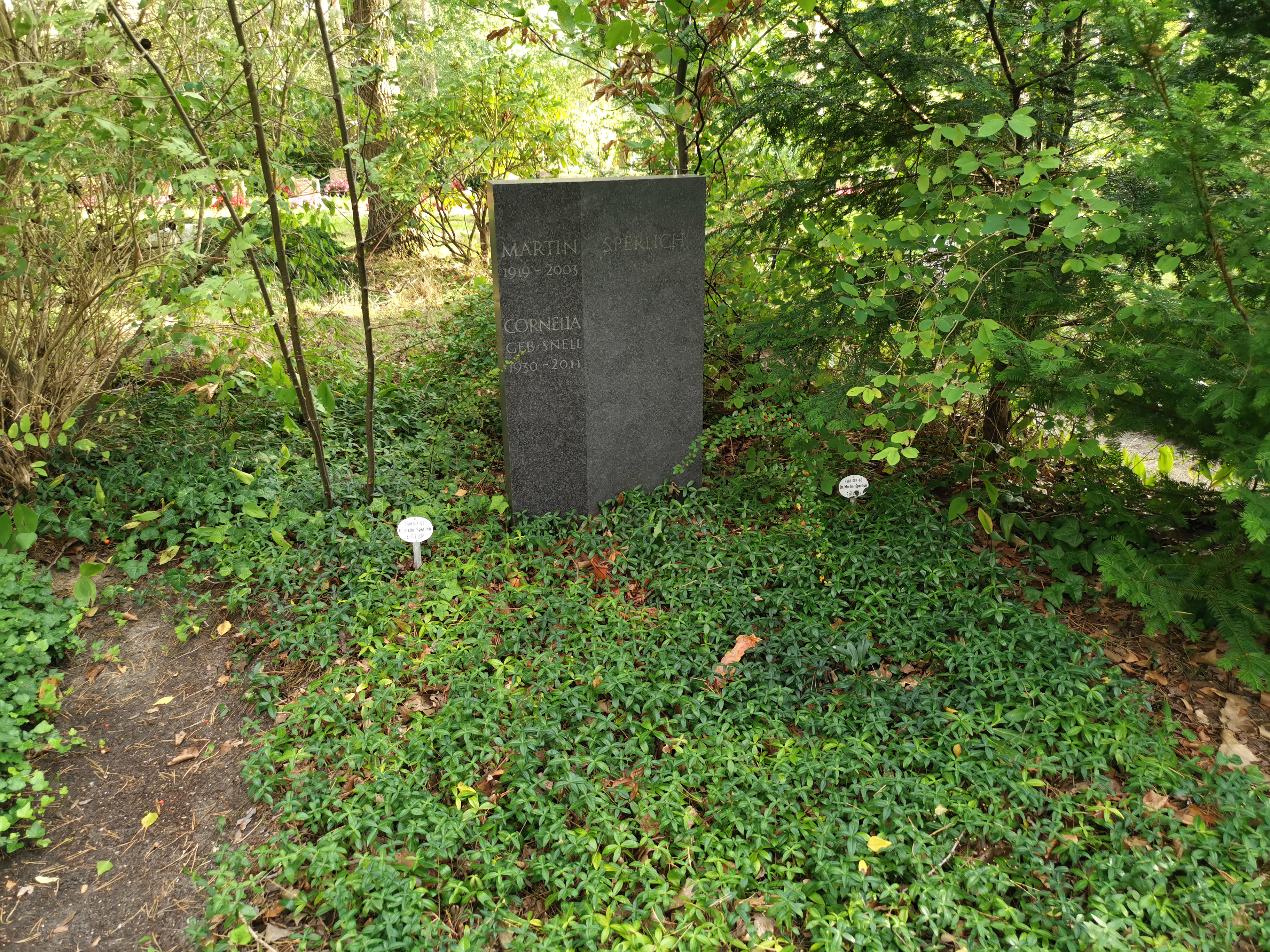
Grabstelle auf dem Waldfriedhof Berlin-Zehlendorf

Martin Sperlich (* 9. Januar 1919 in Darkehmen, Ostpreußen; † 26. Juni 2003 in Berlin) war ein deutscher Kunsthistoriker und Stiftungsdirektor.

## Leben und Wirken
Martin Sperlich promovierte 1953 in Hamburg bei Wolfgang Schöne mit dem Thema „Die Stellung der Franz-Legende in Assisi in der Geschichte der Perspektive“. Er war in der Nachfolge von Margarete Kühn von 1969 bis 1984 Direktor der Verwaltung der Staatlichen Schlösser und Gärten Berlin. Seit 1973 wirkte er als Professor für Gartengeschichte an der Freien Universität Berlin.
In Abstimmung mit Margarete Kühn verwirklichte er einen kritischen Aufbau des 1943–1945 zerstörten Charlottenburger Schlosses. Totalkopien, wie die Schlosskapelle oder die Goldene Galerie im Neuen Flügel („Knobelsdorff-Flügel“) auf der einen Seite und Teilkopien und Neuschöpfungen, wie im Treppenhaus und Weißen Saal des Neuen Flügels und der Großen Orangerie auf der anderen Seite, wurden geschickt ineinander verwoben. Heute schon wieder denkmalpflegerisch relevante Sonderwege, wie die Realisierung von barocken Attikafiguren in moderner Paraphrase auf der Gartenseite des Schlosses nach nie im Barock umgesetzten Entwürfen, illustrieren die Bereitschaft Sperlichs zu kreativen Lösungen beim Wiederaufbau des bedeutendsten Schlosses auf West-Berliner Gebiet.
Legendär waren seine – später mit Michael Seiler – in der Kapelle von Schloss Charlottenburg abgehaltenen Vorlesungen. Nicht minder bemerkenswert war seine Tätigkeit für die Pückler-Gesellschaft und die Erkundung historischer Gärten weit über die Grenzen West-Berlins hinaus. Sperlich, der als Soldat den Zweiten Weltkrieg und die Kriegsgefangenschaft erlebt und durchlitten hatte, hatte zum Tod ein sehr pragmatisches Verhältnis: Klarsichtig erkannte er in einem Gedicht „… bald rieselt Kalk / vom Katafalk …“
Martin Sperlich starb 2003 im Alter von 84 Jahren in Berlin. Sein Grabmal befindet sich auf dem Waldfriedhof Zehlendorf. Er war mit der Lehrerin Cornelia Snell verheiratet, einer Tochter des Altphilologen Bruno Snell (1896–1986).
Posthum erschien 2010 von Martin Sperlich der Gedichtband Im Verse wird das Schwere leicht im Sperlich Verlag Berlin.

## Schriften (Auswahl)
- Gedichte. Mit Postillen und Kommentaren der Herausgeber. Graphische Gestaltung Senta Siller. Umschlagentwurf Hann Trier. Verlag Detlef Heikamp, Berlin 1980, ISBN 3-9800266-0-4, 104 S. (erschienen in 600 nummerierten Exemplaren).
- vademecum – vatetecum: autorisierte Übersetzung aus dem Kakanischen. In: Vademecum – Vadetecum: oder zu was Ende (sic!) studiert man Kunstgeschichte. Detlef Heikamp Verlag, Berlin 1992, ISBN 3-927463-16-7, S. 29 ff. (Parodie eines Vademecum für Kunsthistoriker, Wien 1906)
- Im Verse wird das Schwere leicht. Gedichte. Sperlich Verlag, Berlin 2010.